# Jasanbí Taov
Jasanbí Urusbíevich Taov –en ruso, Хасанби Урусбиевич Таов– (Nálchik, 5 de noviembre de 1977) es un deportista ruso que compitió en judo.
Participó en los Juegos Olímpicos de Atenas 2004, obteniendo una medalla de bronce en la categoría de –90 kg. Ganó dos medallas en el Campeonato Europeo de Judo, plata en 2003 y bronce en 2004.

## Palmarés internacional
| Juegos Olímpicos   | Juegos Olímpicos      | Juegos Olímpicos  | Juegos Olímpicos |
| Año                | Lugar                 | Medalla           | Categoría        |
| ------------------ | --------------------- | ----------------- | ---------------- |
| 2004               | Atenas (Grecia)       | Medalla de bronce | –90 kg           |
| Campeonato Europeo |                       |                   |                  |
| Año                | Lugar                 | Medalla           | Categoría        |
| 2003               | Düsseldorf (Alemania) | Medalla de plata  | –90 kg           |
| 2004               | Bucarest (Rumania)    | Medalla de bronce | –90 kg           |